# 3 000 mètres steeple féminin aux championnats du monde d'athlétisme 2019
Pour un article plus général, voir Championnats du monde d'athlétisme 2019.
Navigation
Londres 2017 Eugene 2021
L'épreuve du 3 000 mètres steeple féminin des championnats du monde de 2019 se déroule les 27 et 30 septembre 2019 dans le Khalifa International Stadium, au Qatar. 

## Critères de qualification
Pour se qualifier pour ces championnats, il faut réaliser 9 min 40 s 00 ou moins entre le 7 septembre 2018 et le 6 septembre 2019.

## Records et performances

### Records
Les records du 3 000 m steeple femmes (mondial, des championnats et par continent), étaient avant les championnats 2019, les suivants :
| Record du monde                                                | Beatrice Chepkoech       | Kenya      | 8 min 44 s 32 | Monaco               | 20 juillet 2018 |
| Record des championnats                                        | Emma Coburn              | États-Unis | 9 min 02 s 58 | Londres, Royaume-Uni | 11 août 2017    |
| Record d'Afrique                                               | Beatrice Chepkoech       | Kenya      | 8 min 44 s 32 | Monaco               | 20 juillet 2018 |
| Record d'Adie                                                  | Ruth Jebet               | Bahreïn    | 8 min 52 s 78 | Paris, France        | 27 août 2016    |
| Record d'Europe                                                | Gulnara Samitova-Galkina | Russie     | 8 min 58 s 81 | Pékin, Chine         | 17 août 2008    |
| Record d'Amérique du Nord, d'Amérique centrale et des Caraïbes | Courtney Frerichs        | États-Unis | 9 min 00 s 85 | Monaco               | 20 juillet 2018 |
| Record d'Amérique du Sud                                       | Belén Casetta            | Argentine  | 9 min 25 s 99 | Londres, Royaume-Uni | 11 août 2017    |
| Record d'Océanie                                               | Genevieve Gregson        | Australie  | 9 min 14 s 28 | Paris, France        | 27 août 2016    |

### Meilleures performances de l'année 2019
Les dix athlètes les plus rapides de l'année sont, avant les championnats, les suivantes.
| 1  | Beatrice Chepkoech        | Kenya      | 8 min 55 s 58 | Palo Alto  | 30 juin 2019 |
| 2  | Norah Jeruto              | Kenya      | 9 min 03 s 30 | Oslo       | 13 juin 2019 |
| 3  | Hyvin Jepkemoi            | Kenya      | 9 min 03 s 83 | Zurich     | 29 août 2019 |
| 4  | Daisy Jepkemei            | Kenya      | 9 min 06 s 66 | Zurich     | 29 août 2019 |
| 5  | Celliphine Chespol        | Kenya      | 9 min 06 s 76 | Birmingham | 18 août 2019 |
| 6  | Courtney Frerichs         | États-Unis | 9 min 09 s 75 | Palo Alto  | 30 juin 2019 |
| 7  | Colleen Quigley           | États-Unis | 9 min 11 s 41 | Palo Alto  | 30 juin 2019 |
| 8  | Karoline Bjerkeli Grøvdal | Norvège    | 9 min 20 s 69 | Zurich     | 29 août 2019 |
| 9  | Maruša Mišmaš             | Slovénie   | 9 min 20 s 97 | Oslo       | 13 juin 2019 |
| 10 | Mercy Chepkurui           | Kenya      | 9 min 23 s 59 | Shanghai   | 18 mai 2019  |

## Médaillées
| Or                 | Argent      | Bronze                |
| Beatrice Chepkoech | Emma Coburn | Gesa Felicitas Krause |

## Résultats

### Finale
| Rang               | Athlète                   | Nationalité | Temps         | Notes |
| ------------------ | ------------------------- | ----------- | ------------- | ----- |
| Médaille d'or      | Beatrice Chepkoech        | Kenya       | 8 min 57 s 84 | CR    |
| Médaille d'argent  | Emma Coburn               | États-Unis  | 9 min 02 s 35 | PB    |
| Médaille de bronze | Gesa Felicitas Krause     | Allemagne   | 9 min 03 s 30 | NR    |
| 4                  | Winfred Yavi              | Bahreïn     | 9 min 05 s 68 | PB    |
| 5                  | Peruth Chemutai           | Ouganda     | 9 min 11 s 08 | SB    |
| 6                  | Courtney Frerichs         | États-Unis  | 9 min 11 s 27 |       |
| 7                  | Anna Emilie Møller        | Danemark    | 9 min 13 s 46 | NR    |
| 8                  | Hyvin Jepkemoi            | Kenya       | 9 min 13 s 53 |       |
| 9                  | Luiza Gega                | Albanie     | 9 min 19 s 93 | NR    |
| 10                 | Genevieve Gregson         | Australie   | 9 min 23 s 84 | SB    |
| 11                 | Mekides Abebe             | Éthiopie    | 9 min 25 s 66 | PB    |
| 12                 | Maruša Mišmaš             | Slovaquie   | 9 min 25 s 80 |       |
| 13                 | Karoline Bjerkeli Grøvdal | Norvège     | 9 min 29 s 41 |       |
| 14                 | Geneviève Lalonde         | Canada      | 9 min 32 s 92 |       |
| -                  | Celliphine Chespol        | Kenya       | DNF           |       |

### Séries
| Rang | Série | Athlète                   | Nationalité             | Temps            | Notes |
| ---- | ----- | ------------------------- | ----------------------- | ---------------- | ----- |
| 1    | 2     | Beatrice Chepkoech        | Kenya                   | 9 min 18 s 01    | Q     |
| 2    | 2     | Courtney Frerichs         | États-Unis              | 9 min 18 s 42    | Q     |
| 3    | 2     | Gesa Felicitas Krause     | Allemagne               | 9 min 18 s 82    | Q     |
| 4    | 2     | Anna Emilie Møller        | Danemark                | 9 min 18 s 92    | q, NR |
| 5    | 1     | Peruth Chemutai           | Ouganda                 | 9 min 21 s 98    | Q     |
| 6    | 1     | Emma Coburn               | États-Unis              | 9 min 23 s 40    | Q     |
| 7    | 1     | Celliphine Chespol        | Kenya                   | 9 min 24 s 22    | Q     |
| 8    | 1     | Mekides Abebe             | Éthiopie                | 9 min 27 s 61    | q, PB |
| 9    | 1     | Genevieve Gregson         | Australie               | 9 min 27 s 74    | q, SB |
| 10   | 2     | Luiza Gega                | Albanie                 | 9 min 28 s 32    | q     |
| 11   | 1     | Karoline Bjerkeli Grøvdal | Norvège                 | 9 min 28 s 84    | q     |
| 12   | 3     | Hyvin Jepkemoi            | Kenya                   | 9 min 29 s 15    | Q     |
| 13   | 3     | Winfred Yavi              | Bahreïn                 | 9 min 29 s 40    | Q     |
| 14   | 3     | Maruša Mišmaš             | Slovaquie               | 9 min 29 s 68    | Q     |
| 15   | 1     | Geneviève Lalonde         | Canada                  | 9 min 30 s 01    | Q     |
| 16   | 2     | Elizabeth Bird            | Royaume-Uni             | 9 min 30 s 13    | PB    |
| 17   | 2     | Allie Ostrander           | États-Unis              | 9 min 30 s 85    | PB    |
| 18   | 3     | Fancy Cherono             | Kenya                   | 9 min 32 s 34    |       |
| 19   | 3     | Yekaterina Ivonina        | Athlète neutre autorisé | 9 min 35 s 59    | SB    |
| 20   | 3     | Irene Sanchez-Escribano   | Espagne                 | 9 min 37 s 34    |       |
| 21   | 1     | Aimee Pratt               | Royaume-Uni             | 9 min 38 s 91    | PB    |
| 22   | 3     | Zerfe Wondemagegn         | Éthiopie                | 9 min 40 s 92    |       |
| 23   | 1     | Xu Shuangshuang           | Chine                   | 9 min 42 s 33    |       |
| 24   | 1     | Adva Cohen                | Israël                  | 9 min 42 s 92    |       |
| 25   | 3     | Zhang Xinyan              | Chine                   | 9 min 43 s 75    |       |
| 26   | 1     | Anna Tropina              | Athlète neutre autorisé | 9 min 44 s 06    |       |
| 27   | 2     | Paige Campbell            | Australie               | 9 min 44 s 80 PB |       |
| 28   | 1     | Alicja Konieczek          | Pologne                 | 9 min 44 s 96    |       |
| 29   | 3     | Belén Casetta             | Argentine               | 9 min 45 s 07    |       |
| 30   | 2     | Michelle Finn             | Irlande                 | 9 min 47 s 44    |       |
| 31   | 3     | Marwa Bouzayani           | Tunisie                 | 9 min 47 s 78    |       |
| 32   | 1     | Özlem Kaya                | Turquie                 | 9 min 48 s 08    |       |
| 33   | 3     | Regan Yee                 | Canada                  | 9 min 48 s 56    |       |
| 34   | 3     | Rosie Clarke              | Royaume-Uni             | 9 min 49 s 18    |       |
| 35   | 2     | Lomi Muleta               | Éthiopie                | 9 min 49 s 28    |       |
| 36   | 3     | Georgia Winkcup           | Australie               | 9 min 50 s 21    |       |
| 37   | 2     | Viktória Wagner-Gyürkés   | Hongrie                 | 9 min 52 s 11    |       |
| 38   | 2     | Camilla Richardsson       | Finlande                | 9 min 53 s 06    |       |
| 39   | 2     | Reimi Yoshimura           | Japon                   | 9 min 55 s 72    |       |
| 40   | 2     | Maria Bernard-Galea       | Canada                  | 9 min 57 s 03    |       |
| 41   | 1     | Ophélie Claude-Boxberger  | France                  | 10 min 05 s 10   |       |
| 42   | 2     | Tuğba Güvenç              | Turquie                 | 10 min 13 s 79   |       |
| -    | 3     | Colleen Quigley           | États-Unis              | DNS              |       |

## Légende
Records et Performances
- AR : Record continental (area record)
- CR : Record des championnats (championship record)
- MR : Record du meeting (meet record)
- NR : Record national (national record)
- OR : Record olympique (olympic record)
- PR : Record paralympique (paralympic record)
- PB : Record personnel (personal best)
- SB : Meilleure performance personnelle de la saison (season's best)
- WL : Meilleure performance mondiale de l'année (world leader)
- WJR : Record du monde junior (world junior record)
- WR : Record du monde (world record)

Circonstances et Conditions
- DNF : N'a pas terminé (did not finish)
- DNS : N'a pas pris le départ (did not start)
- DQ : Disqualification (disqualification)
- NM : Aucun essai valable enregistré (No Mark)
- Q : Qualifié « directement » au prochain tour (ou à la prochaine compétition), lors d'une compétition majeure, grâce au classement ou à la réalisation des minima (automatic qualifier)
- q : Qualifié au prochain tour (ou à la prochaine compétition), lors d'une compétition majeure, grâce au repêchage ou à la réalisation de l'une des meilleures performances parmi celles des « non qualifiés directement » (grâce au meilleur temps ou à la meilleure distance par exemple) (secondary qualifier)